# Melbourne (Yorkshire de l'Est)
Pour les articles homonymes, voir Melbourne (homonymie).
Melbourne est une paroisse civile et un village du Yorkshire de l'Est, en Angleterre.